# 金山坟古文化遗址
31°11′16″N 121°04′36″E / 31.18770°N 121.07667°E
金山坟古文化遗址，位于中华人民共和国上海市青浦区练塘镇东厍村附近，是一个古文化遗址、上海市文物保护单位。

## 特点
1960年文物普查时发现。遗址为土墩，墩高约1.5米、东西长约100米、南北约40米。原为濮阳王庙基，今仅存两棵银杏。采集到的遗物有良渚文化的黑衣陶残器和丁字形鼎足，也有属早期印纹陶文化马桥类型的篮纹、叶脉纹、斜线纹等几何印纹陶片。1986年冬，上海市文管会和青浦县博物馆进行试掘，发现有大量崧泽文化遗物（2号墓，夹砂陶顱等，出土器物型式与良渚文化接近）。此外发掘了良渚墓（1号墓，人骨架明显有经火烧的迹象，为火葬墓，出土1件方柱形兽面纹玉锥形器）和汉墓各一座。1977年12月7日，被认定为上海市文物保护单位。